# Против Аристогитона первая
«Против Аристогитона первая» — судебная речь, приписываемая древнегреческому оратору Демосфену и сохранившаяся в составе «демосфеновского корпуса» под номером XXV, первая из двух речей против Аристогитона. У античных авторов и современных исследователей нет полной уверенности в авторстве Демосфена. Речь могла быть произнесена в 338 году до н. э. или немного позже.

## Контекст и содержание
Предыстория началась с того, что двое афинян, Пифангел и Скафон, обвинили третьего, Гиерокла, в святотатстве: они увидели его несущим священные гиматии. В Народном собрании Гиерокл заявил, что жрица поручила ему принести одежду для священной охоты. Тем не менее сикофант по имени Аристогитон добился принятия постановления с таким содержанием: «Если Гиерокл признает, что он вынес гиматии, он должен быть тотчас казнен, если же станет отрицать, то подлежит суду». После вмешательства отца Гиерокла Фаностата и пришедшего ему на помощь Демосфена постановление было признано незаконным, на Аристогитона наложили штраф в пять талантов. Позже к этому добавился штраф в тысячу драхм из-за обвинения в адрес некоего Гегемона.
Аристогитон не выплатил деньги вовремя, так что сумма штрафа удвоилась. Тогда Аритогитон передал в казну участок земли, который потом перешёл к его брату Евному в обмен на обязательство выплатить всю сумму штрафа за 10 лет. Аристогитон остался в списке государственных должников, поражённых в правах (в частности, им запрещалось выступать с речами и выдвигать обвинения). Тем не менее он вернулся к активной политической жизни, так как считал, что долг перешёл к брату. В связи с этим Ликург выдвинул против Аристогитона иск, а вторым обвинителем стал Демосфен. На судебном заседании Демосфену осталось говорить только об образе жизни Аристогитона, так как по существу дела исчерпывающе высказался Ликург.

## Оценки речи
Многие античные авторы сомневались в авторстве Демосфена из-за нехарактерного для него стиля. Лексикограф Поллукс был уверен, что обе речи против Аристогитона написал кто-то другой. По мнению Дионисия Галикарнасского, Демосфену принадлежала первая речь (но не вторая). Плутарх сообщает об одной речи против Аристогитона, произнесённой Демосфеном, Плиний Младший в одном из своих писем шесть раз цитирует первую речь, уверенно называя её автора. Фотий приводит название речи Аристогитона — «Апология против обвинения со стороны Ликурга и Демосфена».
Большинство современных учёных полагает, что первая речь действительно была написана и произнесена Демосфеном. Она отличается от других речей этого оратора по стилю и по силе, но это может объясняться тем, что Демосфен говорил вторым; после Ликурга ему оставались только отвлечённые рассуждения на нравственные темы.
Предположительно речь могла быть произнесена вскоре после битвы при Херонее, которая произошла в 338 году до н. э.